# Vittoria Bussi
Vittoria Bussi, née le 19 mars 1987 à Rome, est une coureuse cycliste Italienne. Elle pratique le cyclisme sur piste et sur route. Elle est détentrice du record du monde de l'heure du 13 septembre 2018 au 30 septembre 2021, avec 48,007 kilomètres parcourus, puis à partir du 13 octobre 2023 avec 50,267 kilomètres, devenant la première femme à franchir la distance symbolique des cinquante kilomètres.

## Biographie
Vittoria Bussi est titulaire en 2014 d'un doctorat en mathématiques pures soutenu à l'université d'Oxford, avec une thèse dirigée par Dominic Joyce et intitulée Derived symplectic structures in generalized Donaldson-Thomas theory and categorification,,. 
Elle est active dans le cyclisme international depuis 2014. En 2014 et 2015, elle est membre d'équipes UCI. En 2014, elle se classe troisième du championnat d'Italie contre-la-montre, puis deuxième en 2018, 2019 et 2020.
En septembre 2018, elle établit un nouveau record de l'heure féminin, parcourant 48,007 kilomètres sur le Vélodrome d'Aguascalientes, au Mexique et battant de 27 mètres le précédent record établi par Evelyn Stevens en 2016,. La veille, elle avait abandonné au cours de sa première tentative. Son record est battu en septembre 2021 par la Britannique Joscelin Lowden qui réalise 48,405 kilomètres.
En 2019, elle est sélectionnée pour les championnats d'Europe et termine onzième du contre-la-montre. Aux championnats d'Europe 2020, elle termine cinquième dans cette discipline.
Elle bat une seconde fois le record de l'heure féminin, détenue par Ellen van Dijk, le 13 octobre 2023 à Aguascalientes. Elle améliore alors la précédente marque de plus d'un kilomètre, ce qui lui permet de devenir la première femme à franchir les cinquante kilomètres dans l'heure.
Le 12 septembre 2024, elle échoue dans sa tentative de battre le record du monde de poursuite sur 3 000 mètres à Aguascalientes. Elle réalise un temps de 3 minutes et 19,787 secondes, loin du record de Chloé Dygert en 3 minutes et 16,937 secondes. Elle arrête sa carrière sportive à l'issue de cette tentative, âgée de 37 ans. 
Elle bat finalement son propre record de l'heure le 10 mai 2025, avec 50,455 kilomètres. Moins d'une semaine plus tard, le 16 mai, elle bat également le record du 4000 mètres individuels détenu par Anna Morris, en 4 min 23 s 462.

## Palmarès sur route
- 2014
  - 3e du championnat d'Italie du contre-la-montre
- 2018
  - 2e du championnat d'Italie du contre-la-montre
- 2019
  - 2e du championnat d'Italie du contre-la-montre
  - 3e de Ljubljana-Domzale-Ljubljana TT
- 2020
  - 2e du championnat d'Italie du contre-la-montre
  -  Médaillée de bronze du championnat d'Europe du relais mixte contre-la-montre
  - 5e du championnat d'Europe du contre-la-montre
  - 10e du championnat du monde du contre-la-montre
- 2021
  - 1re étape du Tour de Feminin (contre-la-montre)
  - 8e du championnat d'Europe du contre-la-montre

### Classements mondiaux
| Année                                 | 2014 | 2015 | 2016 | 2017 | 2018 | 2019 | 2020 | 2021 | 2022 |
| ------------------------------------- | ---- | ---- | ---- | ---- | ---- | ---- | ---- | ---- | ---- |
| Classement UCI                        | 365e | 195e | 499e | 586e | 216e | 203e | 115e | 283e | 698e |
|                                       |      |      |      |      |      |      |      |      |      |
| Légende : nc = non classéSource : UCI |      |      |      |      |      |      |      |      |      |

## Palmarès sur piste

### Coupe des nations
- 2022
  - 2e de la poursuite individuelle à Milton

## Records
- Détentrice du record du monde de l'heure : 48,007 km (du 13 septembre 2018 au 30 septembre 2021), puis 50,267 kilomètres à partir du 13 octobre 2023[1] et 50,455 kilomètres à partir du 10 mai 2025[8]